# HP 48

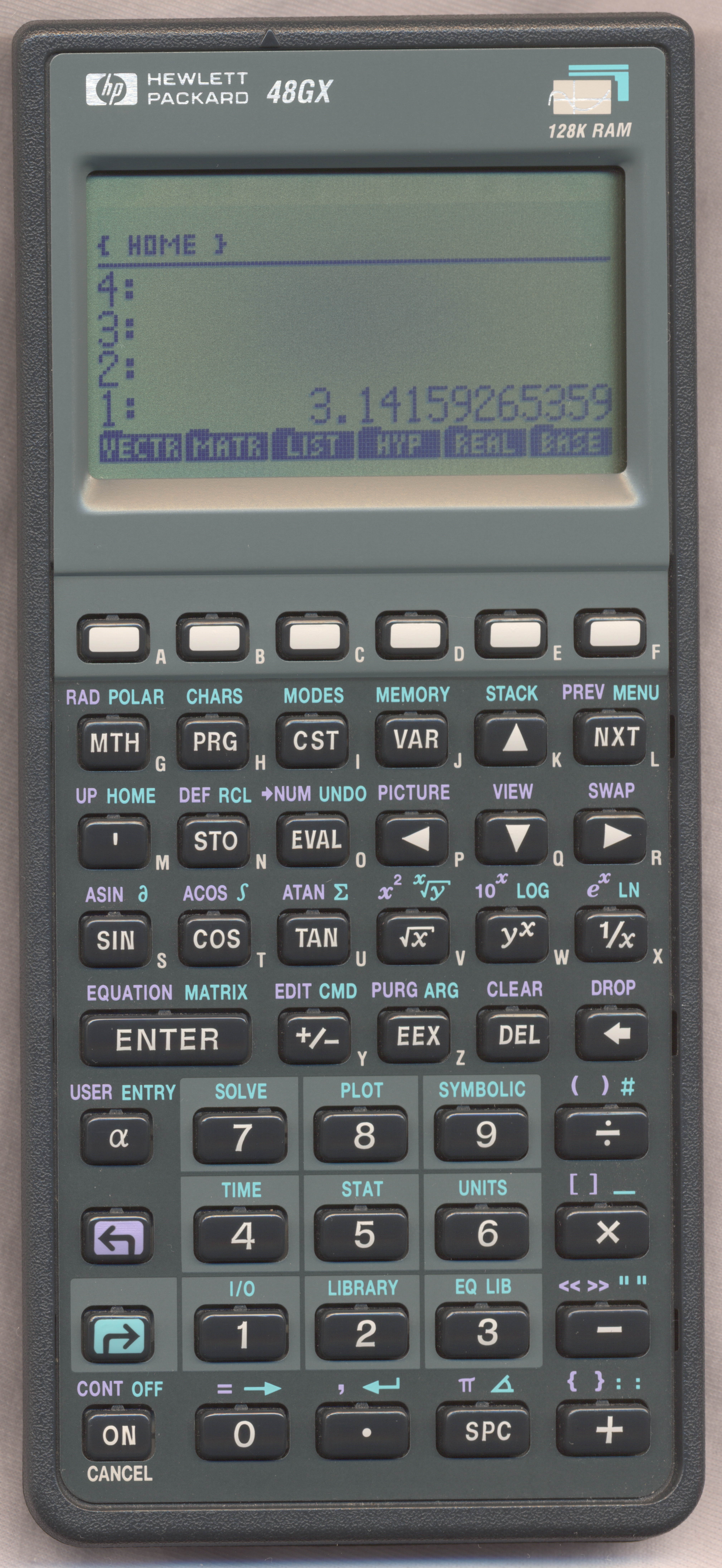
HP-48

L'HP 48 è una serie di calcolatrici scientifiche grafiche programmabili RPN vendute da Hewlett-Packard dal 1990 al 2003.
La serie include i seguenti modelli: HP 48S, HP 48SX, HP 48G, HP 48GX e HP 48G+. I modelli G rappresentano le versioni migliorate ed espanse dei modelli S. Nei modelli col suffisso X si può espandere la memoria sia con moduli RAM (espansioni di memoria) che ROM (applicazioni software). In particolare, i modelli GX hanno di base più memoria dei modelli G. I modelli G+ hanno esclusivamente più memoria. I modelli SX e S hanno la stessa quantità di memoria.

## Specifiche tecniche
I modelli 49 e 50 sono presenti esclusivamente a titolo comparativo anche se sono successori della serie 48.
| Modello               | HP-48S              | HP-48SX             | HP-48G              | HP-48GX             | HP-48G+             | HP-49G               | HP-49g+                | HP-50g                 |
| --------------------- | ------------------- | ------------------- | ------------------- | ------------------- | ------------------- | -------------------- | ---------------------- | ---------------------- |
| CPU                   | Saturn 2 MHz        | Saturn 2 MHz        | Saturn 3,7 - 4 MHz  | Saturn 3,7 - 4 MHz  | Saturn 3,7 - 4 MHz  | Saturn 4 MHz         | ARM9 75 MHz            | ARM9 75 MHz            |
| Memoria               | 32 kB               | 32 kB               | 32 kB               | 128 kB              | 128 kB              | 512 kB               | 512 kB                 | 512 kB                 |
| Porta 1               |                     | 128 kB max          |                     | 128 kB max          |                     | 256 kB riservata RAM | 128 kB riservata RAM   | 128 kB riservata RAM   |
| Porta 2               |                     | 128 kB max          |                     | 4 MB max            |                     |                      | 768 kB riservata Flash | 768 kB riservata Flash |
| Cartucce SD (Porta 3) |                     |                     |                     |                     |                     |                      | 2 GB max               | 2 GB max               |
| Monitor LCD           | 64×131              | 64×131              | 64×131              | 64×131              | 64×131              | 64×131               | 80×131                 | 80×131                 |
| Connettività          | Seriale, Infrarossi | Seriale, Infrarossi | Seriale, Infrarossi | Seriale, Infrarossi | Seriale, Infrarossi | Seriale              | USB, IrDA              | USB, IrDA, Seriale     |

## Disponibilità
Il primo modello 48SX è stato messo in vendita il 6 marzo 1990.
- 48S: 1991-1993;
- 48SX: 1990-1993;
- 48G: 1993-2003;
- 48GX (F1895A): 1993-2003;
- 48G+ (F1630A, F1894A): 1998-2003.